# 방배중학교
방배중학교(方背中學校)는 대한민국 서울특별시 서초구 반포동에 있는 공립 중학교이다.

## 학교 연혁
- 1980년 12월 27일 : 방배중학교 설립인가(39학급)
- 1981년 3월 1일 : 초대 김종면 교장 취임
- 1981년 3월 5일 : 제1회 입학식 거행 및 전입생 개학식
- 1982년 2월 10일 : 제1회 졸업식(남 75명, 여 65명, 계 140명)
- 1984년 8월 27일 : 현 교사로 이전(서초구 반포4동 586-1)
- 2005년 5월 1일 : ICT 국제교류협력 연구학교 지정(교육인적자원부)
- 2019년 2월 28일 : 에너지ㆍ기후변화 연구시범학교(2017~2018)
- 2022년 1월 4일 : 제41회 졸업식(176명) 총 17,537명
- 2022년 3월 1일 : 제14대 안상철 교장 취임
- 2022년 3월 2일 : 제42회 입학식(177명)

## 참고 자료
- 방배중학교 - 한국교육학술정보원 학교알리미